# Paadrema soo
Paadrema soo är en sumpmark i sydvästra Estland. Den ligger i Varbla kommun och i landskapet Pärnumaa, 110 km sydväst om huvudstaden Tallinn. Den avvattnas av ån Paadrema jõgi.